# Tokat Belediye Plevne Spor Kulübü 2016-2017 (pallavolo maschile)
Questa voce raccoglie le informazioni riguardanti il Tokat Belediye Plevne Spor Kulübü nelle competizioni ufficiali della stagione 2016-2017.

## Organigramma societario
Area direttiva
- Presidente: Eyüp Eroğlu

Area tecnica
- Allenatore: Aykut Lale (fino a febbraio), Celalettin Uzgit (da febbraio)
- Allenatore in seconda: Gökhan Öner (fino a febbraio), İlker Alkan (da febbraio)
- Assistente allenatore: Aykut Aydın
- Scoutman: İlker Alkan

## Rosa
| N° | Nome               | Ruolo | Data di nascita   | Nazionalità sportiva |
| -- | ------------------ | ----- | ----------------- | -------------------- |
| 1  | Martin Atanasov    | S     | 27 settembre 1996 | Bulgaria             |
| 2  | Marcus Popp        | S     | 23 settembre 1981 | Germania             |
| 3  | Ali İçmegiz        | S     | 11 maggio 1989    | Turchia              |
| 4  | Andaç Kapan        | O     | 4 aprile 1990     | Turchia              |
| 5  | Taner Kabakçı      | C     | 28 aprile 1989    | Turchia              |
| 6  | Hasan Balcıoğlu    | S     | 3 aprile 1986     | Turchia              |
| 7  | Murat Palavar      | C     | 17 maggio 1985    | Turchia              |
| 8  | Burak Hazırol      | L     | 10 marzo 1991     | Turchia              |
| 9  | Oleksandr Stacenko | O     | 10 novembre 1983  | Ucraina              |
| 10 | Orçun Ergün        | P     | 24 maggio 1992    | Turchia              |
| 11 | Aslan Ekşi         | P     | 14 maggio 1989    | Turchia              |
| 12 | Onur Kurt          | C     | 18 luglio 1992    | Turchia              |
| 13 | Semih Çelik        | L     | 29 novembre 1988  | Turchia              |
| 14 | Hakan Polat        | C     | 11 novembre 1989  | Turchia              |
| 16 | Jevhenij Horčanjuk | S     | 11 ottobre 1987   | Ucraina              |
| 17 | Ertan Ertekin      | S     | 23 marzo 1983     | Turchia              |
| 18 | Göktuğ Şeref       | P     | 10 febbraio 1988  | Turchia              |

## Statistiche

### Statistiche di squadra
| Competizione     | Punti | In casa | In casa | In casa | In trasferta | In trasferta | In trasferta | Totale | Totale | Totale |
| Competizione     | Punti | G       | V       | P       | G            | V            | P            | G      | V      | P      |
| ---------------- | ----- | ------- | ------- | ------- | ------------ | ------------ | ------------ | ------ | ------ | ------ |
| Efeler Ligi      | 18,48 | 11      | 2       | 9       | 11           | 4            | 7            | 28     | 8      | 20     |
| Coppa di Turchia | -     | 1       | 0       | 1       | 1            | 0            | 1            | 2      | 0      | 2      |
| Totale           | -     | 12      | 2       | 10      | 12           | 4            | 8            | 30     | 8      | 22     |

G = partite giocate; V = partite vinte; P = partite perse

### Statistiche dei giocatori
| Giocatore    | Efeler Ligi | Efeler Ligi | Efeler Ligi | Efeler Ligi | Efeler Ligi | Coppa di Turchia | Coppa di Turchia | Coppa di Turchia | Coppa di Turchia | Coppa di Turchia | Totale | Totale | Totale | Totale | Totale |
| Giocatore    | P           | PT          | AV          | MV          | BV          | P                | PT               | AV               | MV               | BV               | P      | PT     | AV     | MV     | BV     |
| ------------ | ----------- | ----------- | ----------- | ----------- | ----------- | ---------------- | ---------------- | ---------------- | ---------------- | ---------------- | ------ | ------ | ------ | ------ | ------ |
| M. Atanasov  | 26          | 355         | 285         | 36          | 34          | 2                | 26               | 19               | 2                | 5                | 28     | 381    | 304    | 38     | 39     |
| H. Balcıoğlu | 27          | 36          | 21          | 3           | 12          | 2                | 21               | 16               | 2                | 3                | 29     | 57     | 37     | 5      | 15     |
| S. Çelik     | 25          | 0           | 0           | 0           | 0           | 1                | 0                | 0                | 0                | 0                | 26     | 0      | 0      | 0      | 0      |
| A. Ekşi      | 16          | 15          | 7           | 3           | 5           | -                | -                | -                | -                | -                | 16     | 15     | 7      | 3      | 5      |
| O. Ergün     | 28          | 72          | 29          | 23          | 20          | 2                | 8                | 4                | 4                | 0                | 30     | 80     | 33     | 27     | 20     |
| E. Ertekin   | 6           | 3           | 2           | 0           | 1           | 2                | 0                | 0                | 0                | 0                | 8      | 3      | 2      | 0      | 1      |
| B. Hazırol   | 19          | 0           | 0           | 0           | 0           | 2                | 0                | 0                | 0                | 0                | 21     | 0      | 0      | 0      | 0      |
| J. Horčanjuk | 17          | 201         | 176         | 16          | 9           | -                | -                | -                | -                | -                | 17     | 201    | 176    | 16     | 9      |
| A. İçmegiz   | 6           | 4           | 3           | 1           | 0           | -                | -                | -                | -                | -                | 6      | 4      | 3      | 1      | 0      |
| T. Kabakçı   | 26          | 126         | 81          | 35          | 10          | 0                | 0                | 0                | 0                | 0                | 26     | 126    | 81     | 35     | 10     |
| A. Kapan     | 25          | 110         | 91          | 11          | 8           | 2                | 3                | 3                | 0                | 0                | 27     | 113    | 94     | 11     | 8      |
| O. Kurt      | 7           | 13          | 10          | 2           | 1           | -                | -                | -                | -                | -                | 7      | 13     | 10     | 2      | 1      |
| M. Palavar   | 23          | 144         | 92          | 45          | 7           | 2                | 14               | 7                | 6                | 1                | 25     | 158    | 99     | 51     | 8      |
| H. Polat     | 28          | 149         | 98          | 36          | 15          | 2                | 18               | 10               | 7                | 1                | 30     | 167    | 108    | 43     | 16     |
| M. Popp      | 11          | 101         | 86          | 7           | 8           | -                | -                | -                | -                | -                | 11     | 101    | 86     | 7      | 8      |
| G. Şeref     | 9           | 0           | 0           | 0           | 0           | 1                | 0                | 0                | 0                | 0                | 10     | 0      | 0      | 0      | 0      |
| O. Stacenko  | 23          | 351         | 301         | 39          | 11          | 2                | 35               | 27               | 6                | 2                | 25     | 386    | 328    | 45     | 13     |

P = presenze; PT = punti totali; AV = attacchi vincenti; MV = muri vincenti; BV = battute vincenti